# 博伊德爾冰川

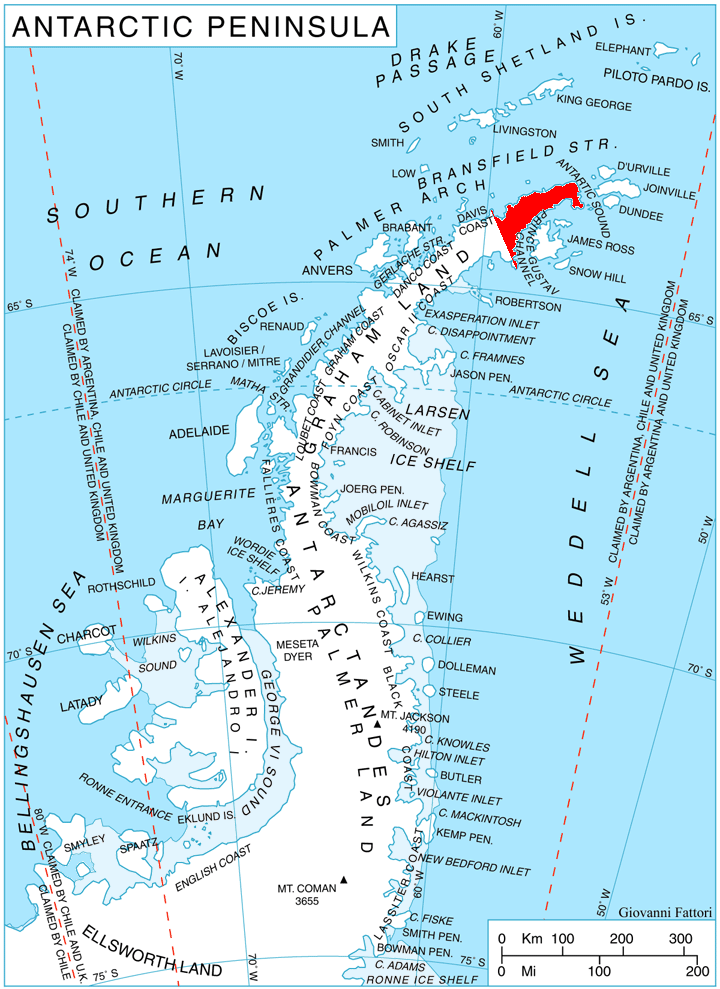

博伊德爾冰川（英語：Boydell Glacier）是南極洲的冰川，位於葛拉漢地北部的特里尼蒂半島，全長14公里，最終注入古斯塔夫王子海峽，根據英國探險隊的測量被繪入地圖。

## 外部連結
- SCAR Composite Antarctic Gazetteer（页面存档备份，存于）.

64°11′S 59°4′W / 64.183°S 59.067°W